# نصف‌النهار ۶۶ درجه غربی
نصف‌النهار ۶۶ درجه غربی ۶۶مین نصف‌النهار غربی از گرینویچ است که از لحاظ زمانی 4ساعت و 24دقیقه با گرینویچ اختلاف زمانی دارد.
این نصف‌النهار از قطب شمال شروع و از مناطق زیر گذشته و به قطب جنوب ختم می‌شود.
- اقیانوس اطلس
- آمریکای لاتین
- کانادا